# Fritz Thiedemann
Fritz Thiedemann (n. 3 martie 1918, Weddingstedt, Schleswig-Holstein, Germania – d. 8 ianuarie 2000, Heide, Schleswig-Holstein, Germania) a fost un agricultor ce a reprezentat Germania, medaliat olimpic. A participat la 3 ediții ale Jocurilor Olimpice (1952, 1956, 1960) în care a câștigat două medalii de aur și două medalii de bronz.